# Южный подковонос
Южный подковонос (лат. Rhinolophus euryale) — вид летучих мышей рода подковоносов.

## Распространение
Встречаются в Южной Европе, на северо-западе Африки и на Ближнем Востоке. Обитают на высоте от уровня моря до 1000 м над уровнем моря.
Встречается в таких странах: Албания, Алжир, Андорра, Армения, Азербайджан, Босния и Герцеговина, Болгария, Хорватия, Франция, Грузия, Гибралтар, Греция, Ватикан, Венгрия, Иран, Ирак, Израиль, Италия, Иордания, Ливан, Македония, Монако, Черногория Марокко, Палестина, Португалия, Румыния, Россия, Сан-Марино, Сербия, Словакия, Словения, Испания, Сирия, Тунис, Турция.

## Стиль жизни
Редкий вид. Летние колонии насчитывают около 50—1500 особей. В зимних скоплениях обычно содержится до 2000 животных. Охотятся в средиземноморских и субсредиземноморских кустарниках и редколесьях на ночных бабочек и других насекомых. Летом селятся в естественных и искусственных подземных полостях, а кое-где и на чердаках. Зимуют в подземных полостях (как правило, больших пещерах с постоянным микроклиматом). Это оседлый вид.

## Морфология
Длина тела 43—58 мм, длина хвоста 22—30 мм, размах крыльев 300—320 мм, масса тела 8,0—17,5 г.
Шерсть пушистая, основной окрас серый. Спина серо-коричневая, иногда с лёгким красноватым оттенком, а брюхо серо-белого или жёлто-белого цвета.

## Статус популяции и охрана
Южный подковонос — редкий эндемичный вид, занесённый в Красную книгу России с категорией 2: сокращающийся в численности уязвимый вид.